# 이노우에 시온 (1997년)
이노우에 시온(일본어: 井上 潮音, 1997년 8월 3일 ~ )는 일본의 축구 선수이다. 현재 J1리그의 요코하마 FC에서 뛰고 있다.

## 구단 경력
그는 2016년부터 J리그의 도쿄 베르디, 비셀 고베, 요코하마 FC에서 뛰었다.

## 국가대표팀 경력
그는 2018년 AFC U-23 축구 선수권 대회에 참가할 일본 U-23 국가대표팀에 발탁되었다.